# Ajñana
Ajñana era una escuela sramaṇa de escepticismo radical y rival del budismo temprano y el jainismo. Sostuvieron que era imposible obtener conocimiento de naturaleza metafísica o determinar el valor de verdad de las proposiciones filosóficas; o si el conocimiento fuera posible, era inútil y desventajoso para la salvación final. Fueron vistos como sofistas que se especializaron en la refutación, sin propagar ninguna doctrina positiva propia.
Jayarāśi Bhaṭṭa (circa 800 d. C.), autor de la obra escéptica titulada «Tattvopaplavasiṃha» («El león que devora todas las categorías») fue un importante filósofo de Ajñana.